# Michael O'Carroll
Michael O'Carroll C.S.Sp., foi um padre, escritor e professor Espiritano Irlandês. Nascido Michael John Carroll, em Newcastle West, County Limerick, em 1911, seu pai era membro do Royal Irish Constabulary.
Educado no Blackrock College, Dublin, no Noviciado do Espírito Santo em Kimmage Manor e na University College Dublin (bacharelado em Filosofia e H. Dip. Em Educação), O'Carroll passou três anos estudando teologia na Universidade Dominicana de Friburgo, na Suíça, ganhando um Doutorado em Divindade. O'Carroll voltou a ensinar francês, latim, inglês, história e religião no Blackrock College.
Colaborador do jornal Catholic Standard, O'Carroll escreveu todos os editoriais que apareceram no jornal por 14 anos  e durante o Concílio Vaticano II, ele comentou sobre os debates e decisões do Concílio para o jornal.
Em 1995, O'Carroll recebeu um Doutorado Honorário em Teologia pela Pontifícia Universidade de Maynooth.
O irmão mais velho de Michael, Patrick F. O'Carroll, DD, também se tornou sacerdote Espiritano, servindo como Provincial da ordem e também trabalhou como professor nos Estados Unidos.
O'Carroll era um notável mariologista.
Ele morreu em 12 de janeiro de 2004 após uma longa doença e foi enterrado em um túmulo comunitário no cemitério de Shanganagh.

## Publicações
- "The Holy Ghost Father", Mission Outlook, (1973)
- Vassula of the Sacred Heart's Passion (1993) ISBN 0-9519973-3-5
- Bearer of the Light – Vassula, Mediatrix of Divided Christians (1994) ISBN 0-9519973-6-X
- John Paul II – A Dictionary of His Life and Teachings (1994) ISBN 0-9519973-8-6
- A Priest in Changing Times (1998) ISBN 1-85607-229-0